# Wangerooge

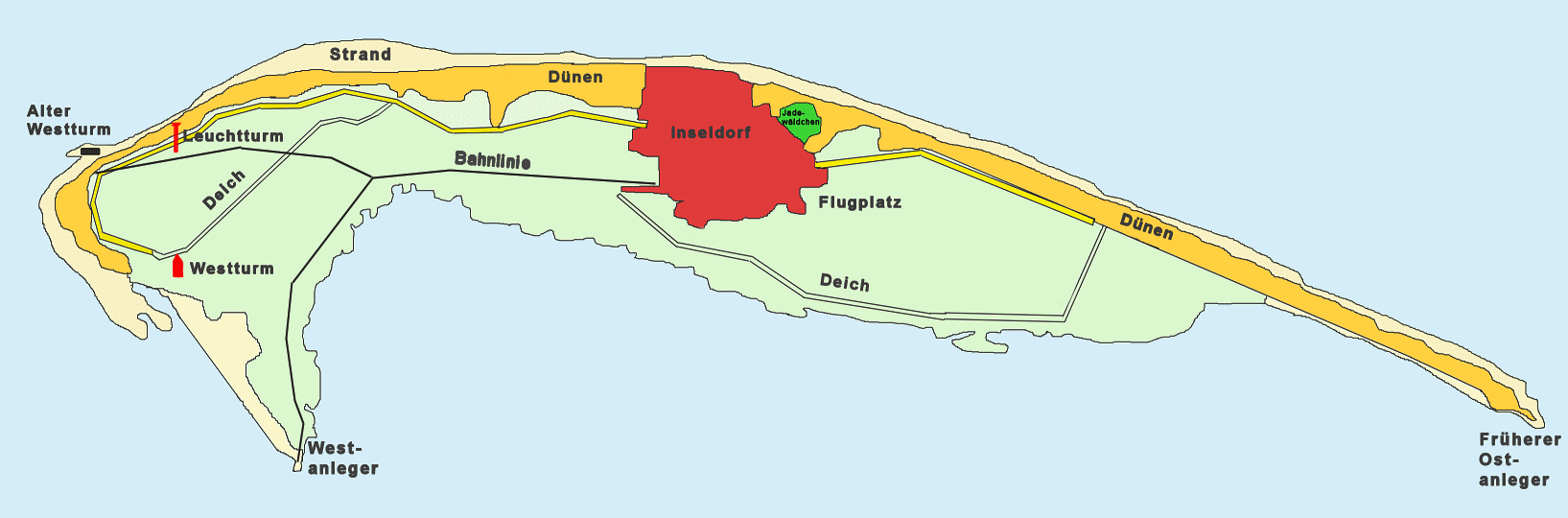
Wangerooge

Wangerooge (hist. Wangeroog) – wyspa wchodząca w skład Wysp Wschodniofryzyjskich, a jednocześnie gmina samodzielna (niem. Einheitsgemeinde) w Niemczech, w kraju związkowym Dolna Saksonia, w powiecie Friesland.

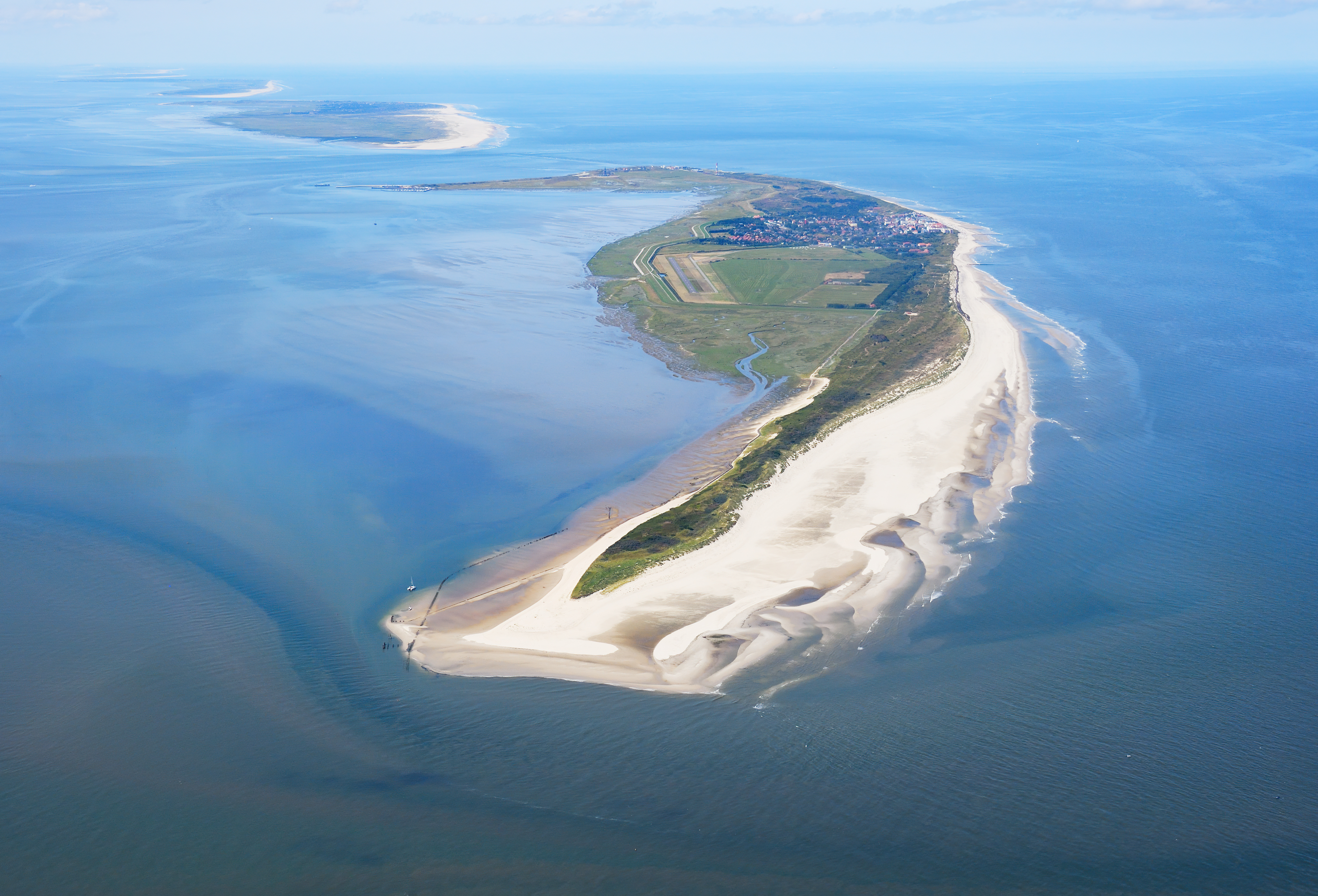
Wangerooge
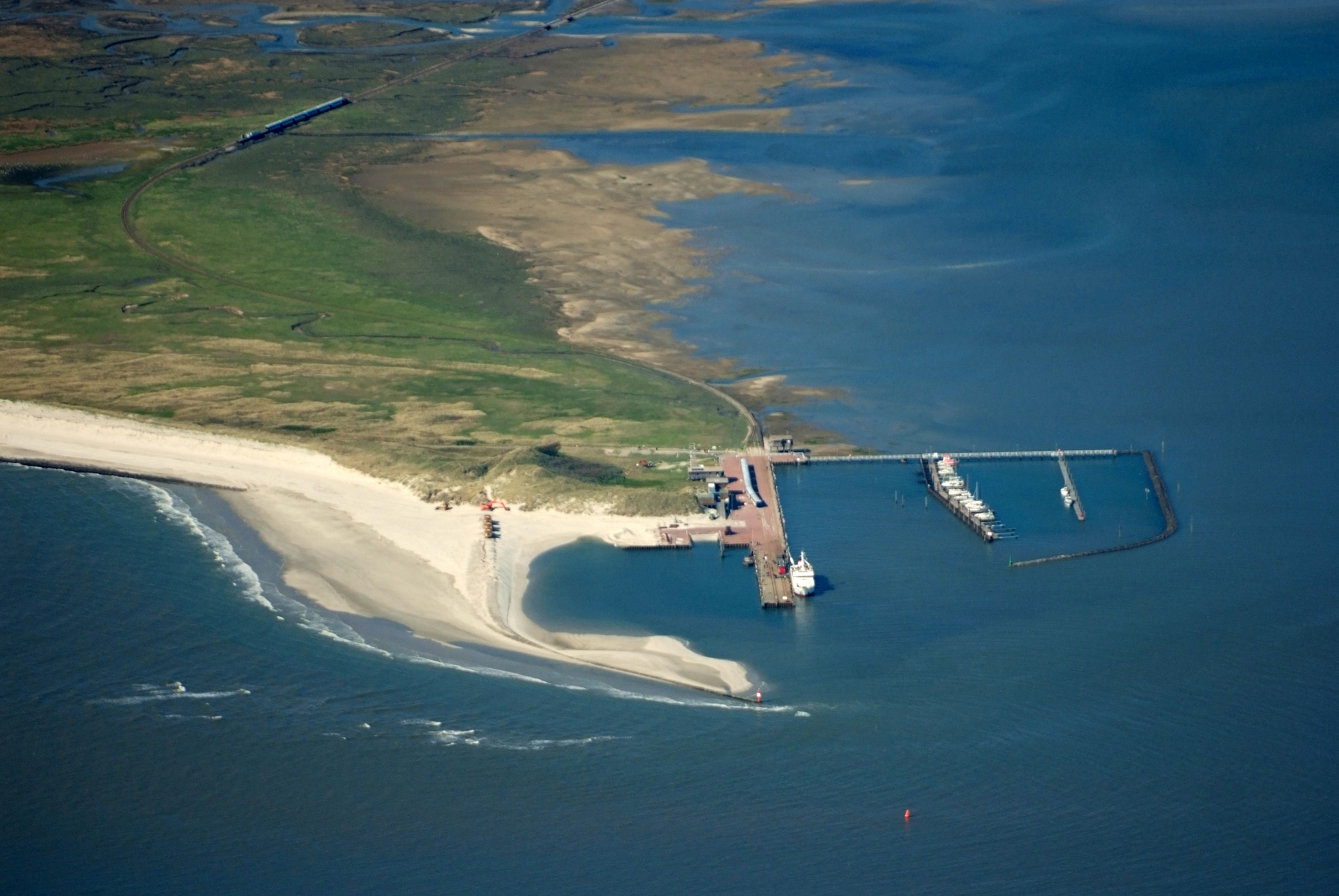
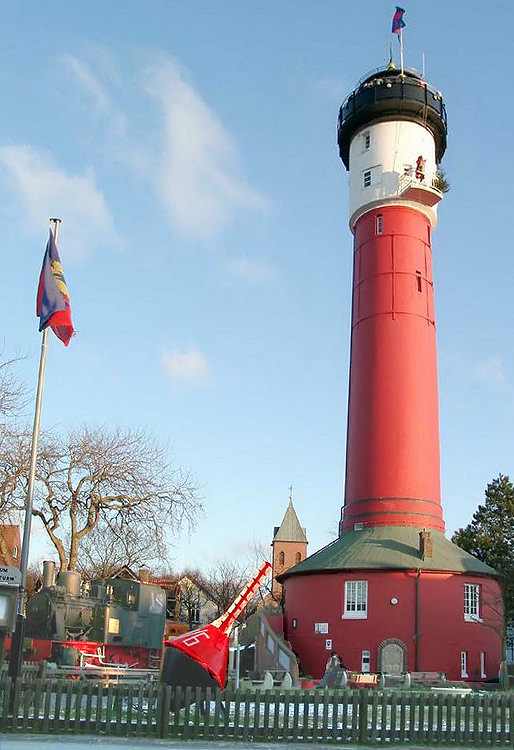
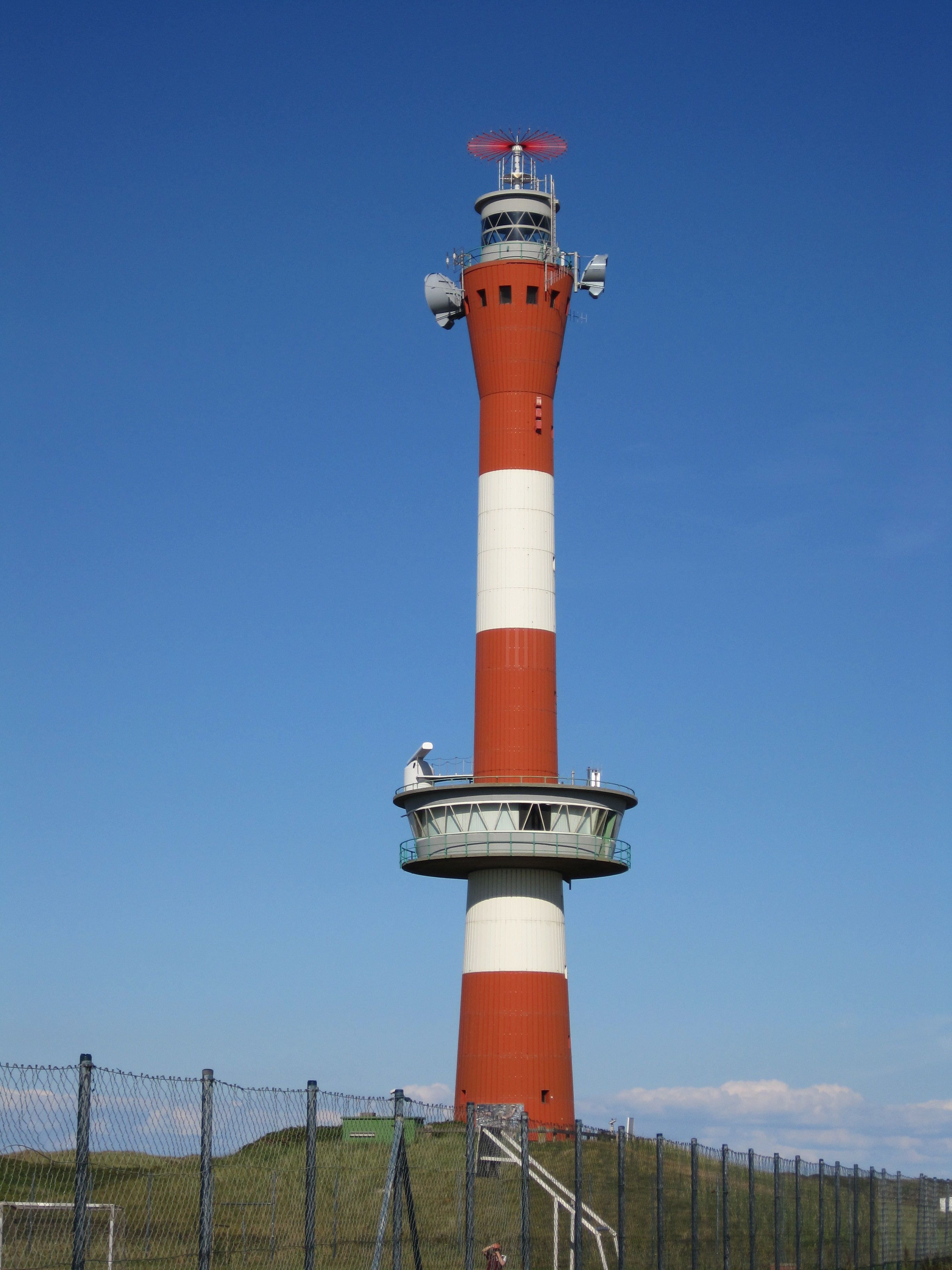
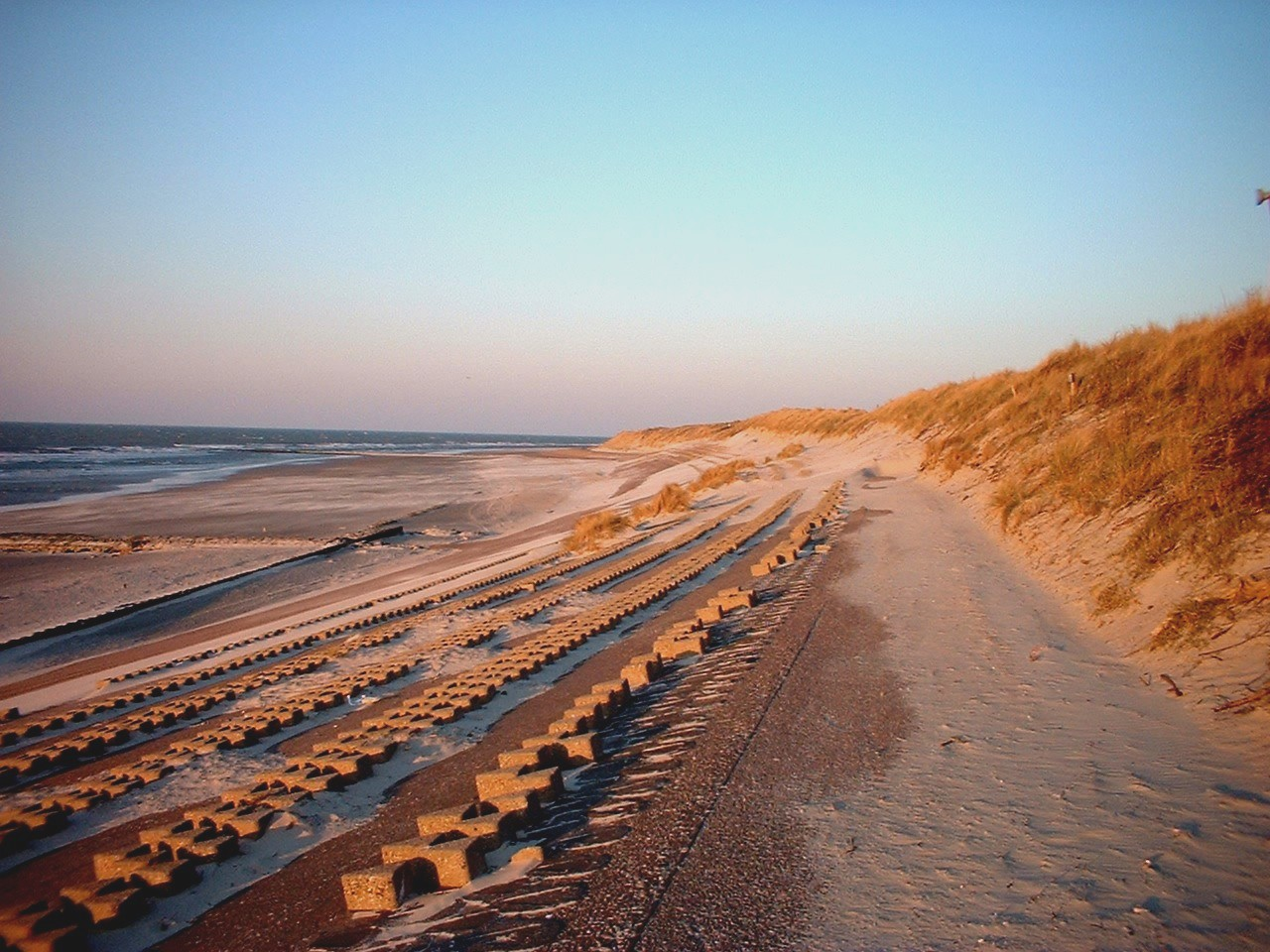
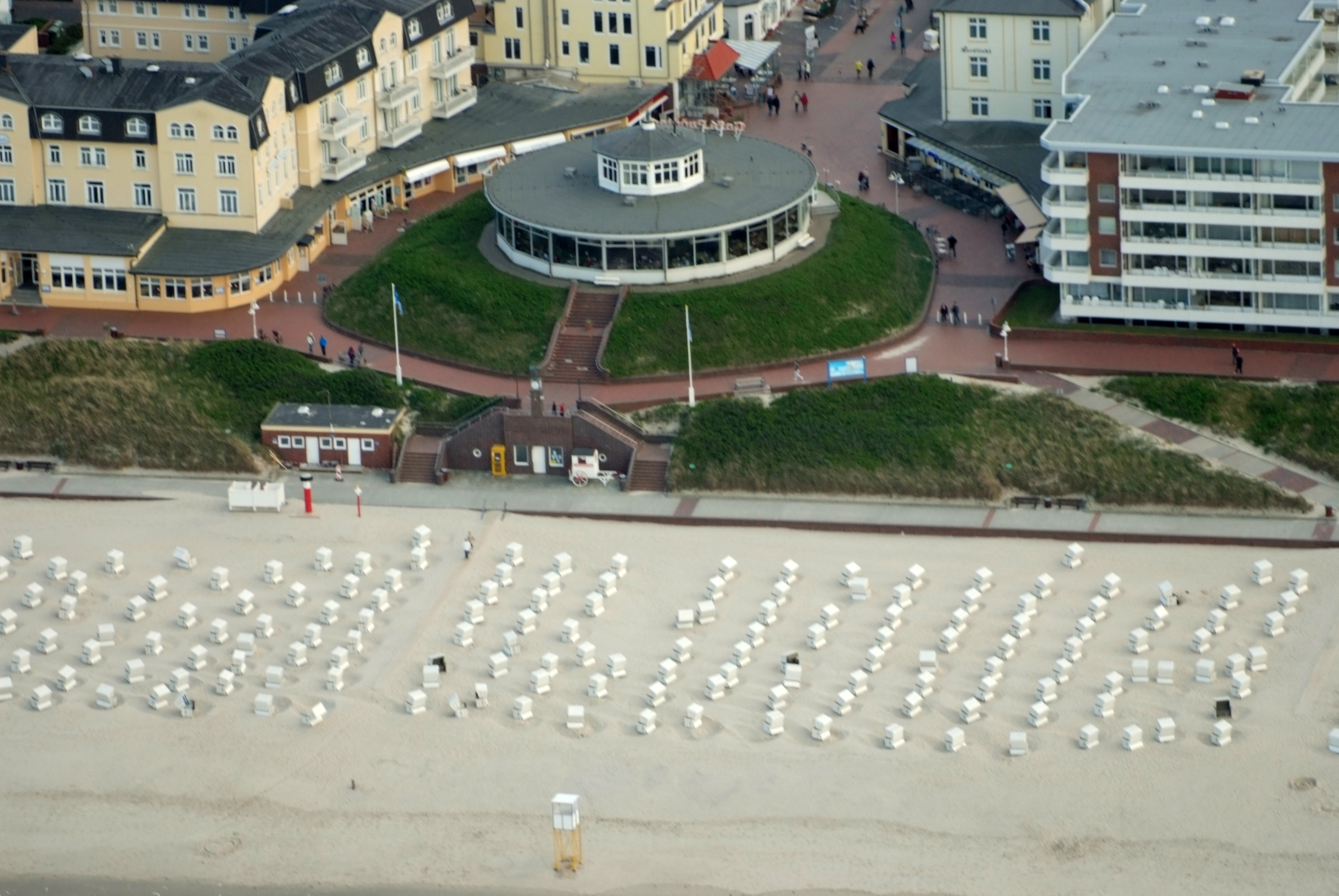
Café Pudding